# 哈恩斯岸村 (科羅拉多州)
哈恩斯岸村（英語：Hahns Peak Village）是位於美國科羅拉多州魯特縣的一個非建制地區。該地的面積和人口皆未知。

## 地理
哈恩斯岸村的座標為40°48′25″N 106°56′57″W / 40.80694°N 106.94917°W，而該地的平均海拔高度為2486米（即8156英尺）。